# Andrzej Urbańczyk (Segler)

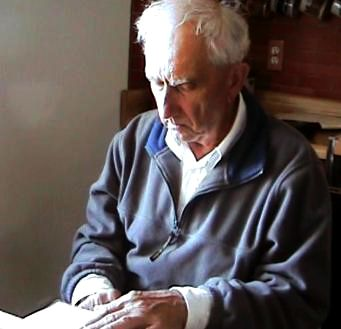
Andrzej Urbańczyk im Jahr 2007

Andrzej Urbańczyk (* 1. März 1936 in Warschau) ist ein polnischer Segler und Autor.

## Leben
Im Alter von 21 Jahren begann Urbańczyk im Jahr 1957 mit dem Segeln. Angeregt durch Thor Heyerdahls Kon-Tiki-Expedition startete er eine Floßreise mit dem Floß Nord über die Ostsee. Seit 1972 lebt er in den USA.
1975 segelte er mit der Yacht Nord II von Las Palmas de Gran Canaria nach Barbados über den Atlantik. Im Jahr 1977 segelte er als Alleinsegler mit Nord III von Los Angeles nach San Francisco. Es folgten 1978 Alleinfahrten über den Pazifik von San Francisco über Hawaii nach Yokohama und von Yokohama ohne Zwischenstopp zurück nach San Francisco, wieder jeweils mit der Nord III. Noch im gleichen Jahr fuhr er mit dem Schoner Morning Star von San Francisco über Hawaii und Samoa nach Sydney. 1982 war er wieder als Alleinsegler, diesmal mit der Nord IV auf der Strecke von San Francisco nach Hawaii und zurück unterwegs, diese Reise wiederholte er 1989 als Nichtalleinsegler mit der Nord V. 1984 unternahm er dann mit der Nord IV alleine eine Weltumseglung, wobei er nur drei Häfen anlief.
1989 startete er dann den Versuch mit der Nord V die Welt als Alleinsegler in nur einhundert Tagen zu umrunden, was ihm jedoch nicht gelang. 1991 folgte ein zweiter Versuch. 1992 fuhr er die mögliche Route von Slawen auf dem Pazifik im Alleingang mit der Nord IV nach. Im Jahr 1995 segelte er mit der Słoń Morski in den Gewässern der Antarktis. 2002 startete er von San Francisco mit einem Floß über den Pazifik.
Insgesamt war er 750 Tage allein auf See und legte 75.000 Seemeilen zurück. Er verfasste 36 Bücher und mehr als 250 Presseartikel. Urbańczyk erhielt diverse Auszeichnungen, darunter von Equatorial Challenger und Slocum Society Honors. 